# マーカス・リノ
マーカス・アルバート・リノ（英:Marcus Albert Reno、1834年11月15日 - 1889年3月30日）は、アメリカ陸軍の軍人。南北戦争には北軍の士官として従軍し、続いてラコタ族と北部シャイアン族とのブラックヒルズ戦争に参戦した。第7騎兵隊が全滅したリトルビッグホーンの戦いでは、その時の役割が注目された。

## 初期の経歴
リノは1834年11月15日にイリノイ州キャロルトンで、ジェイムズとシャーロットのリノ夫妻の4番目の子供として生まれた。伝記作者に拠れば、アメリカ独立戦争中の1777年にラファイエットと共にアメリカに渡り、リノの時代で約4億ドルに相当する土地を報償として贈られたフィリップ・フランソア・ルノーとの子孫だった。リノは15歳の時にアメリカ合衆国陸軍長官に手紙を送り、ウェストポイントの陸軍士官学校に入学するために必要な資格を問うた。1851年から1857年までウェストポイントで学び、同期38人中20番目の成績で卒業した1857年7月1日に第1竜騎兵隊の名誉少尉に任官され、太平洋岸北西部のオレゴン州駐屯任務を与えられた。
南北戦争の時は北軍となり、アンティータムの戦いでは第1アメリカ騎兵隊の大尉を務めていた。1863年3月17日、バージニア州のケリーズフォードの戦いで負傷し、その勇敢で称賛に値する行動で少佐に名誉昇進した。4ヵ月後、ゲティスバーグ方面作戦に従軍した。同じ年、ペンシルベニア州ハリスバーグのメアリー・ハンナ・ロスと結婚し、その後一人息子のロバート・ロス・リノが生まれた。二人はペンシルベニア州カンバーランド郡ニューカンバーランド近くに農園を購入した。メアリーが1874年に死んだ時、リノはモンタナで勤務しており、夜通し馬で駆けてベントン砦に至り、葬儀に出るための休暇を願い出た。その要請は拒絶された。
リノは1864年のコールドハーバーの戦い、トレビリアン・ステーションの戦いおよびシーダークリークの戦いに参戦した。その後様々な参謀職をこなした後で10月に中佐に名誉昇進した。12月、リノは第12ペンシルベニア騎兵隊の名誉大佐となり、後に南軍ジョン・モスビーのゲリラ部隊に対抗する1個旅団を指揮した。1865年3月13日、「戦争中の称賛に値する行動」で名誉准将に昇進した。
1866年、太平洋岸北西部のリノはバンクーバー砦勤務を命じられた。リノはコロンビア方面軍の監察長官補代行を務めた。
リノは1868年に少佐に昇進し、カンザス州ヘイズ砦で第7騎兵隊に合流した。後にダコタ準州のエイブラハム・リンカーン砦に転属となり、1876年のジョージ・アームストロング・カスターのスー族制圧作戦に従うことになった。

## リトルビッグホーンの戦い
リノは1876年6月のリトルビッグホーンの戦いではカスターの下で最高位の士官だった。カスター隊はリトルビッグホーン川（インディアンの呼び名はグリージーグラス川）そばに野営する、ダコタとラコタのスー族、シャイアン族、アラパホー族総勢1500人のティーピー野営を見つけ、これを攻撃する計画を立てた。（リトルビッグホーンの戦い）
インディアン斥候のもたらす、インディアンたちの野営の規模が明らかになるにつれ、リノはカスターに対して慎重な行動をとるよう進言した。これはリノだけでなく、リー族（アリカラ族）のブラッディ・ナイフ酋長や、スー族と白人の混血斥候のミッチ・ブイエ、またクルック将軍ら周囲が口を揃えてカスターに忠告したことだった。インディアン側は、彼らの斥候の報告によって、前の日からカスター隊を把握していた。攻撃はギボン隊など全部隊が揃ってから、26日に行うこととなった。
一方、カスターはこれら経験豊かな軍人たちの忠告に全く耳を貸さず、25日になると、クルック将軍らの部隊の到着を待つこともせず、独断でリノに3個中隊を率いて南端からインディアン一大野営地を襲えと命令した。これと同時にカスター隊は5個中隊を率いて、リトルビッグホーン川（グリージーグラス川）の右岸側へ渡り、北へ進んで東側から野営地を襲うことになった。カスターは3個中隊をフレデリック・ベンティーン大尉に預け、インディアンたちの野営地の南方に移動して、インディアンが南に逃げるのを遮るよう命令した。トマス・マクドーガルの中隊には、弾薬や物資を積んだ輜重隊を連れてこいと命令した。

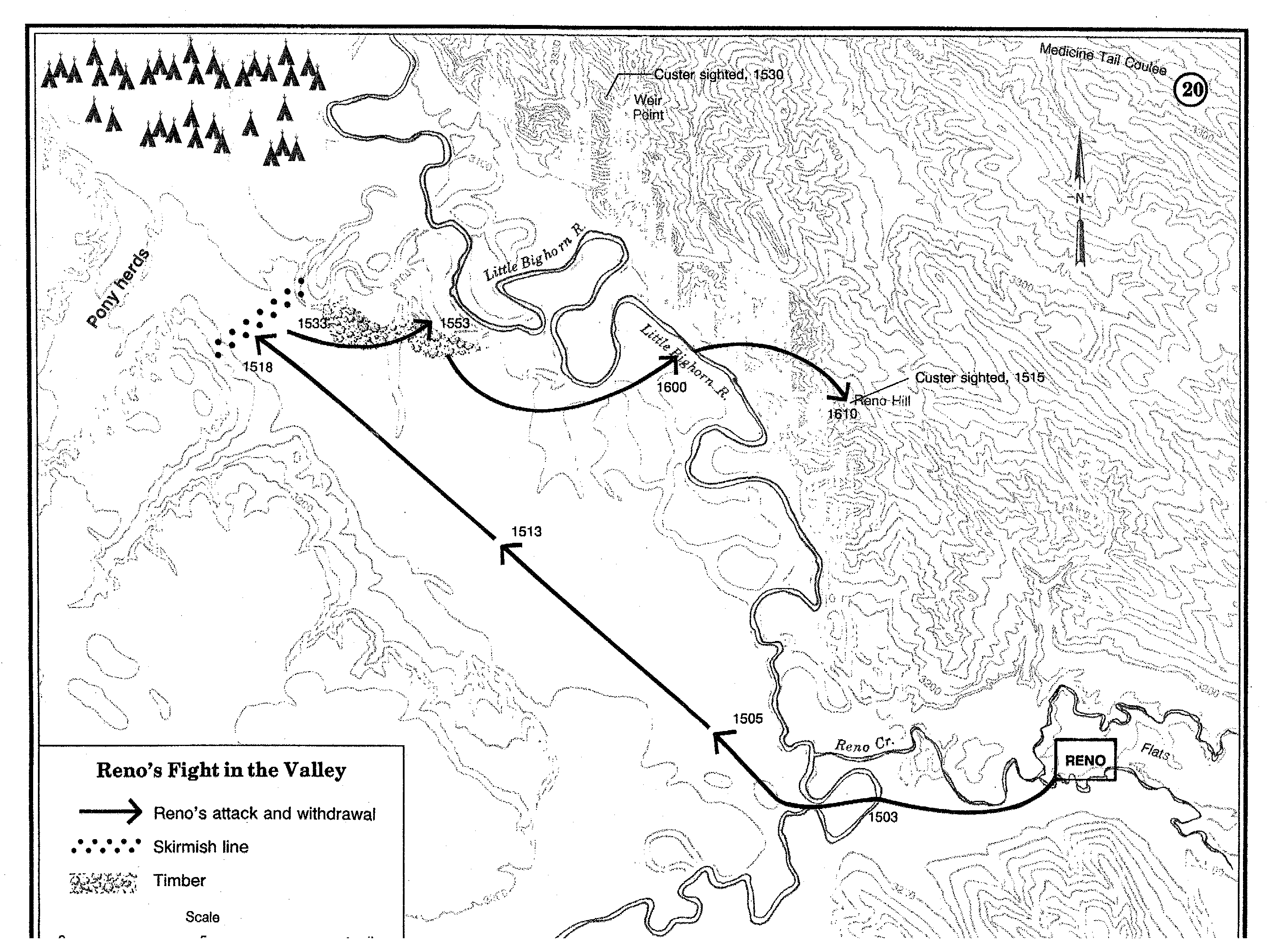
リノ隊の進軍経路。グリージーグラス川の左岸を進み、一大野営地の前でハンクパパを奇襲し、撃退されて右岸側へ逃げ、ベンティーン隊と合流した

正午ごろ、リノはまず、一大野営地の南端に野営していたハンクパパ・スー族を奇襲した。しかしすぐにクレイジー・ホースらオグララ・スー族が加勢してきて反撃し、予想に反して四方に散開した。リノは部隊に馬を下り、散開線を布くよう命令したが、直ぐに数百名のインディアンに側面を衝かれたので、リノは川に沿った森林に後退した。
インディアンたちが森の中に進入してきたので、リノはその陣地が維持できないと考え、隊列を乱し、ほうほうの体で急遽川を東へ渡り、対岸の崖上に登って、部隊兵に今日「リノの丘」と呼ばれている所に防御的陣地を形成させた。この時までにリノの部下140名のうち40名が戦死し、13名が負傷、16名は森の中に取り残されていた（ただし、これら見捨てられた者達の大半はなんとかリノ隊に合流できた）。第7騎兵隊に付けられたアリカラ族のブラッディ・ナイフは、リノの横に立っていて頭を撃ち抜かれ、宿敵ゴールに喉を裂かれた。その他の斥候の大半はこっそり逃げ出した。

第7騎兵隊の進軍経路
Aはカスター隊、Bはリノ隊、Cはベンティーン隊、Dはイェーテス隊、Eはウェア隊

リノ隊が攻撃を受けている間に、ベンティーン大尉が3個中隊を率いてリノの陣地に到着し加勢、その後間もなくマクドーガルの中隊が輜重隊を連れて到着した。散発的な銃弾が丘に向かって放たれていたが、離れた北東で続く激しい銃声はカスターが激闘していることを示していた。ここで何故リノとベンティーンが前進してカスター隊に合流しようとしなかったかが、今でも熱い議論になっている。ベンティーンの下でD中隊長だったウェア大尉は3マイル（約5km）向こうのカスター隊の戦闘に加わろうと、今日「ウェアの地点」と呼ばれる高い崖に部隊を率いて行ったが、間もなく激しい攻撃にあって、命からがら安全地帯のリノの陣地まで戻った。
インディアン達はカスター隊を全滅させた後、リノの丘より高い、遮るもののない地形を占めて、暗くなるまで兵士達に銃弾を注ぎ続けた。リノとその部隊はカスター隊に起こった事を知る術も無かった。銃撃は翌朝夜明けに再開され、午後遅くまで続いたが、このころ兵士達は遠くのインディアンのティーピーが片づけられ、彼らが立ち去るのが分かった。翌27日の朝、残っていた部隊は川に近付くことができ、そこでアルフレッド・テリー将軍とジョン・ギボン大佐の部隊に落ち合うことができた。リノの部下のうち13名がこの戦闘における勇敢さで名誉勲章を受章した。

## その後の経歴
リトルビッグホーンの戦い後、リノはアバークロンビー砦の指揮を任され、1876年12月に第7騎兵隊の別の士官であるジェイムズ・ベル大尉の妻に、ベルが砦を離れている間に言い寄ったということで告発された。聖公会教会の牧師リチャード・ウェインライトがベルの家族と共に留まっており、リノの挙動に不審を抱くようになって、リノの不道徳な行動に対しベルが告発するよう説得した。
実際に起こったことは不明だが、リノは確かに何回か大衆の前で酔っ払っており、ウェインライト牧師が砦で説教を行う許可を取り消していた。一方、ベルはリトルビッグホーンの戦いの間は派遣任務で出ており、その中隊はそれでリノが非難されていた全滅のときに消えて無くなっていた。公然猥褻の告訴が第7騎兵隊指揮官サミュエル・D・スタージス大佐に行われ、スタージスはその告訴を回送したが、リノの如何なる特別な過失も却下した（この事件の大半は他の士官達も飲んでいた休日のパーティで起こった）。リノは指揮を委ねてセントポールの査問会議への出頭を命じられた。会議は解雇を推薦したがラザフォード・ヘイズ大統領がこれを減刑し、2年間の降格と給与の停止にした。
リノはリトルビッグホーンでの「臆病な」振る舞いと酔っ払いという告発に対しては後に査問会議を要求し、招集された。この査問は通常頭文字を並べてRCOIと呼ばれている。査問会議は1879年1月にシカゴで開催され、戦闘に参加し生き残った士官の大半が証人として呼ばれた。下士官達はリノやベンティーンに肯定的な報告をするよう強要されたと後に述べた。陸軍の長であるネルソン・マイルズ将軍に接触した法廷記者は会議全体がごまかしだと書いていた。会議はリノに対する告発のどれも支持しなかったが、称賛することも無かった。後に会議録が閲覧に共された時に、ページが無くなっていたり、記録が異なる人々の手でなされており一人の書記官のものではなかった。
しかし、1880年、リノは飲酒のために士官として見苦しい振る舞いをしたということで2回目の軍法会議に掛けられた。リノはその指揮官に弁護されたが、それでも有罪とされ、任務を解かれた。リノはワシントンD.C.に移動し、そこで検閲官として恩給局に雇われた。1884年1月にはイザベラ・レイという名の政府事務員と再婚したが、数ヵ月後にはイザベラが出て行った。息子がウイスキー醸造者の相続人と結婚した時、リノは忙しすぎて結婚式に出席できないと手紙を送った。実のところ、リノは汽車賃も無かった。リノはその回想録を書くことを提案したが、ニューヨーク・ウィークリー・プレスはその提案を拒否した。リノはリトルビッグホーンの戦いに関する日記の一部を送りつけたが、それは出版されずに返送された（死後に出版された）。
リノは舌癌の手術を受けた後の1889年3月29日、満54歳のときにワシントンで死んだ。
1967年、アメリカ陸軍の検閲局はリノの1880年軍法会議における原書類と証言を審査し、反対の結論を出した。その「普通除隊」状態は「名誉の」除隊に変えられた。リノ少佐は当初、ワシントンのオークヒル墓地に墓碑銘もなく埋葬されていた。その遺骸は1967年にリトルビッグホーン戦場跡にあるカスター国立墓地に移葬された。

## リノのウェストポイント時代の親友、ジェイムズ・ホイッスラー
リノのウェストポイント時代の最良の友は画家のジェイムズ・ホイッスラーだった。ある試験のときに、ホイッスラーがシリコンは気体であると言った。後年ホイッスラーはリノに、もしシリコンが気体だったのなら、軍隊に留まり、恐らくは将軍にもなっていただろうと言った。リノはそれならば誰も『ホイッスラーの母』について聞くことは無かっただろうと答えた。リノのことを知っている人々は、それがリノのかって言ったことのない唯一のジョークだと言った。